# Punk en Argentina
El llamado Punk en Argentina, también conocido como punk argentino o punk argento, surgió a fines de los años 1970 en Argentina. Fue impulsado por el auge del movimiento punk en el mundo anglosajón y poco después terminada una dictadura militar, autodenominada Proceso de Reorganización Nacional. 

El underground y la subcultura son muy grandes allá [en Argentina]. Tanto que ya no parece ser una subcultura cuando vas a una farmacia y está sonando The Ramones. Eso nunca pasaría en Europa. The Ramones serían considerados algo muy raro.
Molly Nilsson.

## Historia

### 1976-1983: comienzos durante la dictadura militar
En 1976, es el año en el que la música punk comenzó a surgir en el Reino Unido, con bandas como los Sex Pistols y The Clash. Ese mismo año, la dictadura militar autodenominada como Proceso de Reorganización Nacional, comenzó en Argentina. El principal daño ocasionado por el Proceso al rock nacional se relaciona con la censura impuesta por el régimen y la autocensura a la que se vieron arrastrados sellos discográficos y medios de prensa. El intercambio informativo con el exterior dejó de fluir y, en una época en que el rock a nivel mundial sufrió sus mayores cambios, en la Argentina quedó detenido. El punk, el post punk, la new wave y las principales tendencias internacionales no llegarían a plasmar en la Argentina sino hasta después de la apertura originada por la Guerra de Malvinas. En pleno apogeo mundial del punk, las bandas que se disputaban todo el público en Buenos Aires eran Serú Girán y Spinetta Jade, ambas procedentes del rock progresivo con apertura hacia el jazz rock.
El punk en esos años se fue abriendo camino muy lentamente a través de pequeñas grietas informativas que llamaban la atención, especialmente, del público más joven.
En "Mordisco", la sección de música de la revista "Expreso Imaginario" -justamente, una revista comprometida con la cosmovisión hippie y "rockera"- se editó en junio de 1978 "La Nota Punk", un extenso dossier firmado por el periodista Alfredo Rosso. El periodista comenzaba la presentación exponiendo la visión característica de los rockeros argentinos: "la primera vez que oí hablar sobre el punk me dio asco. Así nomás: ASCO. ¿Quiénes eran esos tipos de pelo revuelto y ropas rotas que querían tirar abajo diez años de prolija y esforzada evolución musical con sus tres tonos de mmmmorondanga?". Pero posteriormente presentaba una completísima información sobre lo que pasaba en Inglaterra y Estados Unidos. Esa nota despertó la imaginación de muchos jóvenes argentinos, proceso que se completó en 1979 cuando se edita en el país "Punk: La Muerte Joven", una crónica de la escena punk londinense de 1977 escrita "en caliente" por el periodista argentino Juan Carlos Kreimer, quien vivía en Londres por esa época.
Ese mismo año de 1979 nace la primera banda punk del país, Los Testículos, formada por Pedro Braun a.k.a. Hari B después de sus acostumbradas vacaciones europeas, donde visitaba a su familia de Polonia, y había pasado por Londres. Llegó con una gran variedad de discos de punk, de grupos casi desconocidos para Argentina en esas épocas, tales como: Sex Pistols, The Clash, The Stranglers, The Jam, The Damned, Buzzcocks, Generation X, Ramones, etc. Para Braun, que luchaba por dominar la guitarra, el descubrimiento de este estilo musical fue toda una epifanía, la cual configuró su futuro estilo. Para formar la banda publicó un aviso en la revista Pelo, al que respondieron Sergio Gramática y el bajista Beto Mafioso, con quienes quedó completa la banda. Tras el reemplazo de este último por Pil Trafa como cantante y Gustavo Fossa a.k.a. Stuka como bajista, cambian su nombre a Los Violadores. No sólo imitan el sonido del punk rock sino la temática de sus letras. Pil Trafa traía desde su anterior banda rockabilly Don Gato y su Pandilla la canción Represión, que desde los primeros shows, se convirtió en el himno de la banda, con una letra de protesta totalmente explícita que contrastaba con la autocensura de las bandas y solistas tradicionales. Basada en el jingle promocional de Mantecol que decía “Mantecol a la vuelta de tu casa, Mantecol a la vuelta de la esquina…”, pero cambiando la palabra "Mantecol" por "Represión" Además, Gramática también incursiona en la particular forma de transmisión de información editando “Vaselina”, el primer fanzine de la Argentina.
A fines de año, en el Abba Café Concert, de propiedad del actor Esteban Mellino debuta la segunda banda punk de Buenos Aires, Los Laxantes, formada cuando Horacio “Gamexane” Villafañe, en unas vacaciones en Mar de Ajó, y de forma azarosa descubre el simple God Save The Queen de los Sex Pistols en la fonola de un local de flippers (algo realmente inusual en la Argentina de esa época). En enero de 1980 organizan el primer festival punk del país con el nombre de "All That Punk". Se iba a realizar en el cabaret Mon Bijou, pero por problemas técnicos terminaron trasladándose al sótano de al lado, donde funcionaba la peña folklórica "La Cuesta". En ese show embrionario compartieron escenario Los Violadores y Los Laxantes, además de la performer y cantante Diana Nylon (que conocía el punk rock de primera mano por haber vivido unos años en Amsterdam) y una banda de corta vida llamada Richie y sus Coperas.
En Gerli, por la misma época surgen Los Psicópatas que, en un primer momento, era un dúo psicodélico de guitarra y batería, absolutamente disonantes y con voces o aullidos que nadie comprendía en sus primeras actuaciones. A comienzos de 1981 incorporan al bajista Daniel García quien, influido por las mismas fuentes escritas, los va orientando hacia el punk, cambiando su nombre a Estado de Sitio. Debutaron en un show junto a Los Violadores en el Teatro del Plata y pronto fundaron su propio sello, Pelmaso Records para autoproducirse lo que sería el primer single punk de la Argentina: Desocupación, con el lado B de Jipi Japa, el primer himno anti hippie del rock argentino. El simple se editó recién después de la Guerra de Malvinas. Se hicieron sólo 50 copias de las que se regalaron 48. Ya para entonces habían incorporado al cantante Sergio “Mongo” Spatavecchia, con lo que volvieron a rebautizarse adoptando el nombre de Alerta Roja. Con esa denominación se convertiría en una de las bandas más renombradas del movimiento, llegando a establecerse una clara rivalidad con Los Violadores, así como una gran amistad con Sumo, banda con la que compartieron muchos recitales. En 1983 grabarían su único cassette, Derrumbando la Casa Rosada, que reunía 21 temas en 45 minutos.
En 1981 se formó en La Plata Los Baraja, banda liderada por Marcelo Montolivo y Claudio Apas, dos jóvenes amantes del rock progresivo que se habían conocido en la disquería "JEU", donde trabajaba el segundo de ellos, y organizaban viajes a la Capital los fines de semana para buscar material nuevo en las disquerías especializadas porteñas. Los dos tomaron conocimiento del punk por medio de "La Nota Punk" de Alfredo Rosso en "Expreso Imaginario" y, según cuentan, escuchar por primera vez a Sex Pistols, los llevó a la decisión de crear su propia banda para recrer ese sonido. Los Baraja debutaron el 16 de octubre de 1981 en el teatro del Club La Protectora, perteneciente a la mutual de empleados públicos. La banda por entonces tenía fuertes influencias de Sex Pistols, The Damned y Dead Boys, y una imagen provocativa con pelo revuelto, remeras agujereadas y pins artesanales. Para darle el tono de "ritual rupturista", comenzaron el recital con Claudio Apas destrozando, sobre el escenario, un disco de Julio Iglesias.
Más en el círculo íntimo de Los Violadores, nace Trixy y los Maniáticos, con la novia de Stuka, Sandra Elena Chaya a.k.a. Trixy, y contando como guitarrista con Robert Zelazek (más tarde bajista de Los Violadores). Los hermanos Juan Pablo y Alejandro Correa, dos de los primeros miembros de esa incipiente movida, consiguieron organizar un ciclo de conciertos juntos en el lugar más impensado: Le Chevalet un restaurant francés que durante unos pocos meses albergó la movida punk en sus trasnoches de los fines de semana. Sus dueños eran los artistas Botto Jordán y Teresa Idoyaga. Jordán exponía sus cuadros en el lugar y la gente cenaba mientras Diana Nylon recitaba a un costado de un pequeño escenario donde tocaban, según las noches, Los Violadores, Trixy y los Maniáticos y Los Laxantes. Por imposición del dueño del local, las bandas punk debían compartir escenario con La Elmer's Band, una banda que había formado  Andrés Calamaro exclusivamente para tocar en ese lugar, y cuyo estilo no tenía nada que ver con el punk rock. 
Entre todas estas bandas se va formando una pequeña escena de recitales en lugares minúsculos en el que los miembros de cada una de las bandas van a ver a las demás y creando de a poco una subcultura que, con su particular y provocativa imagen, empieza a hacerse notar en las calles.
En julio de 1981 esta pequeña escena cobra notoriedad a través de lo que se llamó el "primer festival punk de la Argentina", en el Auditorio de la Universidad de Belgrano. Hari B, que estudiaba en esa Universidad, había conseguido el Auditorio para una actuación de Los Violadores que serviría, además, para el debut de Trixy y Los Maniáticos como soporte. Pero, al tomar en cuenta que debían pagar el sonido, debieron incluir en el line up a una banda que no tenía nada que ver con el punk, La Rosanroll Band, cuyo líder, Eduardo “Rosanroll” Camilli, era conocido entonces como plomo de Pappo, Spinetta y Nebbia. Los jóvenes punks engañaron a Camilli para que pagara el sonido, con las falsas promesas de que su banda sería el número central, que tocaría el doble de tiempo que las otras y que le reembolsarían parte del dinero. Los músicos y público de La Rosanroll eran ejemplo de los jóvenes "rockeros" de pelo largo a los cuales se enfrentaban los punks.  La unión de estos dos públicos terminó en un disturbio y y Camilli denunció lo ocurrido en una indignada carta publicada en el Correo de Lectores del número de octubre de ese año de Expreso Imaginario: “Durante la actuación de éstos (Los Violadores), había una barrita punk dirigida por el guitarrista de Los Laxantes (Horacio “Gamexane” Villafañe; Los Laxantes no tocaban esa noche sino que estaban como público), que se pasó quemando papelitos, insultando a las rockeras y pegando patadas a los rockeros de Belgrano (éstos no hacían nada). El cantante de Los Violadores, cuando cantaba Represión decía: “Represión en la U.B…. los rockeros de Belgrano están tirados en la plaza sin un c… que hacer, hippies de m…., rockeras p….., etc.: ustedes sacarán sus propias conclusiones” Hubo sillazos, pelea y terminó con músicos y público detenidos en la Comisaría 33. Más tarde se dijo que el escándalo fue buena publicidad, pues significó “el desembarco de la prensa escrita de espectáculos, que llevaría a Los Violadores y al punk a sus tapas”.
Con posterioridad a ese escándalo, Gamexane compone, para Los Laxantes, otro de sus himnos, basado en ese incidente: Rockero Pajero, que sólo quedaría grabado en un demo: "Estas siempre en la esquina y yo te veo pajero / estas siempre en la esquina y yo te veo rockero/ sos un baba grasa rockero pajero / estas siempre en la esquina y de ahi nunca te vas / rockero pajero quien te pario? Walt Disney??". Este tipo de provocaciones conseguían el fin perseguido por la banda: enervar a la prensa tradicional del rock nacional. Es célebre la nota escrita por Gloria Guerrero para la revista Humor ("Punks Go Home") en la que los acusaba de “denigrar a la generación de Woodstock con insultos y frases hirientes”.
Por su parte Los Violadores, vistos ya como la banda más representativa del punk argentino, comenzaron a tocar más  seguido, y desde 1982 sus shows se hacen habituales en el Café Einstein tocando casi todos los domingos, y convirtiéndolo en el primer lugar donde las nuevas tribus urbanas como los punks y darks comenzaban a darse cita mostrando su peculiar estética. El Café Einstein había sido fundado a mediados de mayo de 1982, en plena guerra de Malvinas, por el actor teatral Omar Chabán, el periodista Sergio Aisenstein (de la redacción del Expreso Imaginario, que conducía el programa radial de rock El Tren Fantasma en las madrugadas de Radio Rivadavia) y el chef descendiente de alemanes Helmut Zeiger. Luca Prodan, quien no tenía un hogar en  Buenos Aires y había hecho gran amistad con los dueños, llegó a dormir en el local o en la casa de Sergio Aisenstein, y tocaba prácticamente todos los días. Los fines de semana con Sumo y los días de semana con sus proyectos paralelos La Hurlingham Reggae Band y Sumito (un grupo acústico que lo completaban Roberto Pettinato en saxo y Diego Arnedo en contrabajo). De ese modo Sumo, banda que por cantar en inglés no se había visto beneficiada por la prohibición de música extranjera durante la guerra, comenzaba a cimentar su prestigio como abanderados del under porteño, mientras que el histrionismo de Prodan sobre el escenario combinaba a la perfección con el ambiente teatral del lugar. Por su conocimiento de primera mano del punk londinense y el sonido de algunas canciones, resultó de una enorme influencia en el naciente ambiente punk porteño, aunque Sumo no fue una banda exclusivamente del género, pero sí una de las primeras en importar el estilo al país, fusionándolo con otros estilos como el reggae.

### 1983-1990: regreso de la democracia
Cuando vino la democracia empezó la represión. Con Alfonsín llegó una persecución total contra los punks, los heavys y los skins. En dictadura no pasaba nada porque estaba Katja Alemann y su tío era ministro... no sé, supongo. En democracia, todo mal: ahí empezamos a caer en cana por averiguación de antecedentes; te tenían tres, cuatro, cinco días preso.
Lingux (cantante de Sentimiento Incontrolable).

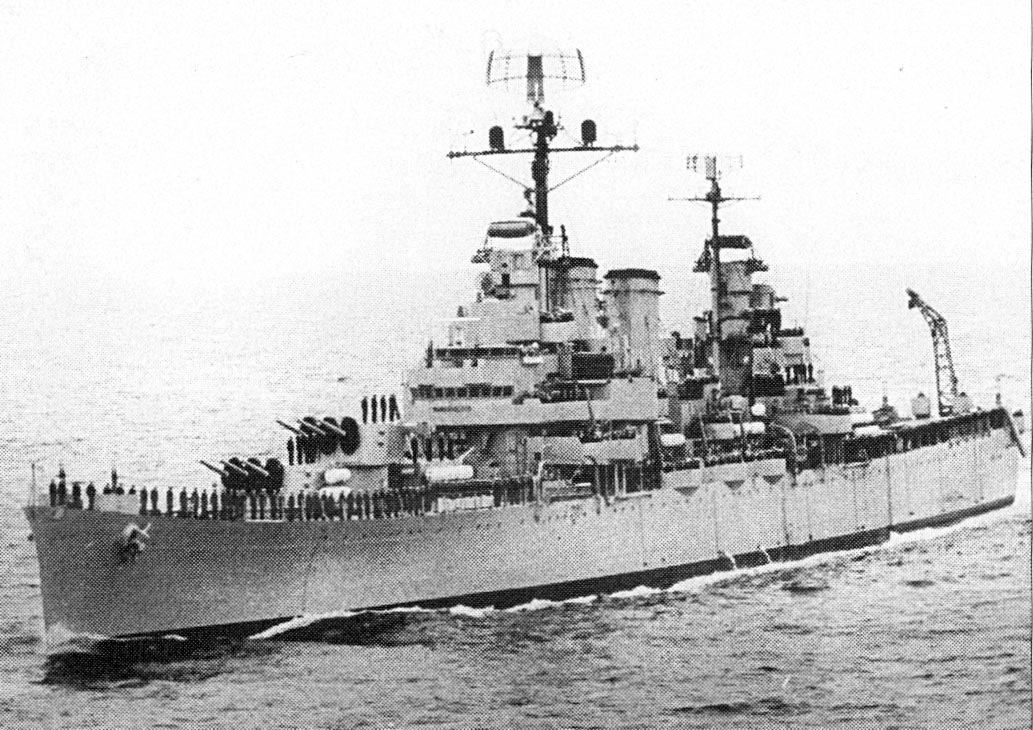
Hundimiento del crucero General Belgrano en la Guerra de Malvinas de 1982. La guerra impactó fuertemente en los jóvenes y promovió el rock en español, que estaba fuertemente controlado hasta entonces. La derrota hizo colapsar a la dictadura, abriendo paso a la democracia en 1983. En ese entonces, el punk sale a la luz.

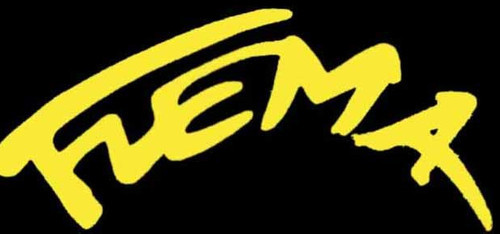
Flema

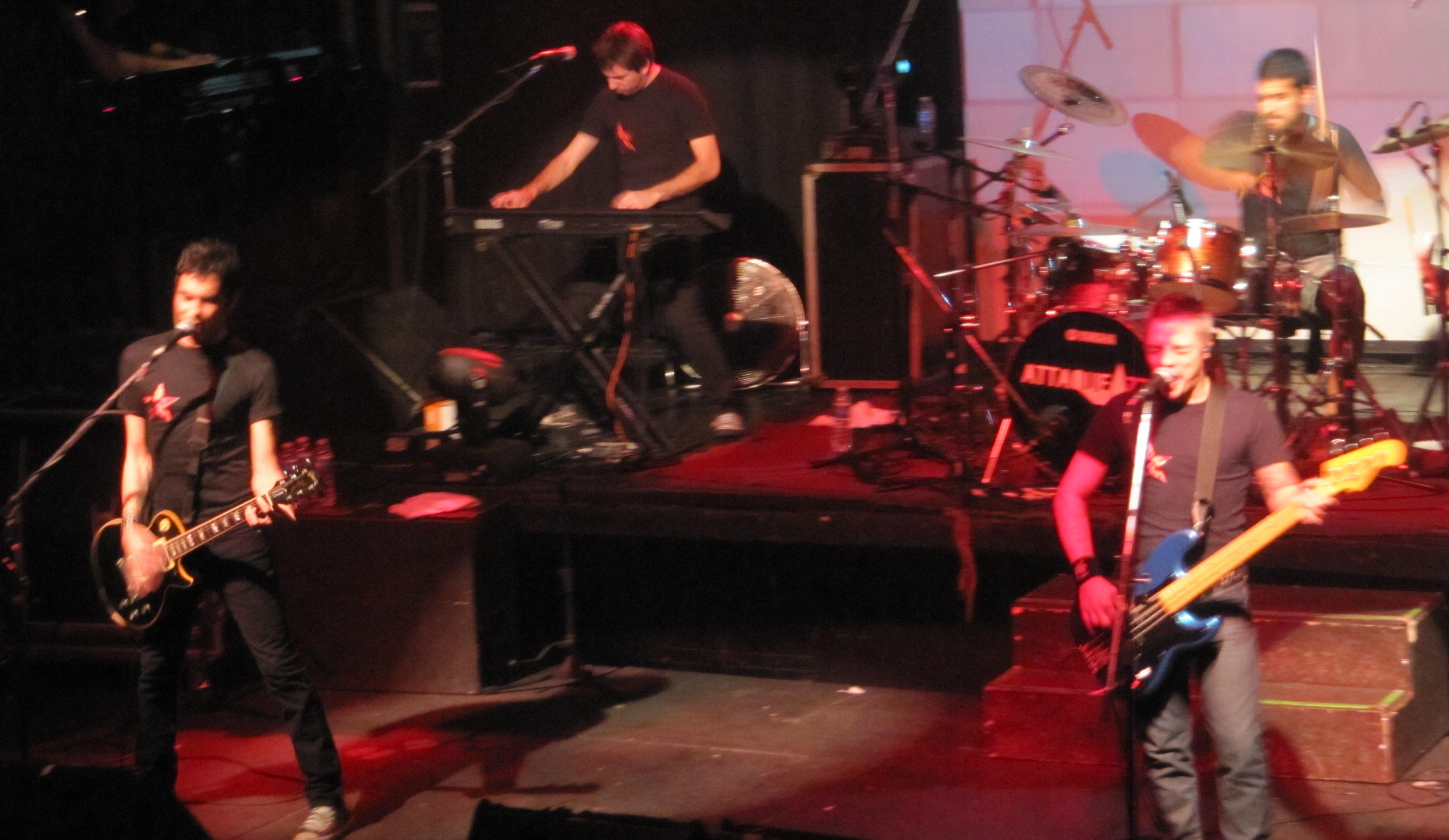
Attaque 77

Con el regreso de la democracia, los punks argentinos deben enfrentarse a un nivel de represión al que no estaban acostumbrados. Como consecuencia de ello, la escena crece, pero toma su lugar definitivamente en el underground. Las reuniones de punks de los domingos en el Café Einstein para ver a Los Violadores, se van extendiendo a otros recintos que copiaban la fórmula de bar con rock y teatro (Zero, La Esquina del Sol, Palladium, Medio Mundo Varieté, etc.). El punto máximo de esta movida llegó en 1985, con la creación del Centro Parakultural, en San Telmo.  
Los Violadores, la banda pionera del estilo en el país habían llegado a editar su primer álbum homónimo en 1983, pero a partir de ese momento y de la partida de la banda de Hari B -con la consiguiente consolidación de Stuka como guitarrista principal- comienzan a alejarse del estilo punk puro, para tomar elementos del post punk y la new wave. La prensa inventa para ellos el mote de "pop duro", que también prodigan a otros proyectos de su entorno más encaminados a la new wave, como Trixy y los Maniáticos o el proyecto solista de Sissi Hansen. A partir de su segundo disco, Y ahora qué pasa, eh? de 1985, la banda llega a tener un gran suceso comercial especialmente por la canción «Uno, dos, ultraviolento», Su convocatoria crece hasta alejarlos de los pequeños escenarios del under y llevarlos a tocar en  recintos más grandes e incluso girar por el exterior. En contrapartida, la escena punk se hace fuerte en el under a través de una gran variedad de bandas que van a apareciendo y de la información que circula por el boca a boca y por sus propios canales de difusión alternativos, como fue la escena de los fanzines.  
"Vaselina", el primer fanzine, editado por el entorno de Los Violadores, fue pasando de mano en mano hasta llegar a Marcelo Pocavida, un joven que por esos mismos momentos intentaba unirse a la escena con una efímera banda llamada Muerte Civil. En uno de los números de "Vaselina" reseñó a Los Baraja, banda platense que le llamó la atención por sus influencias de The Damned y del glam rock británico, dos de las pasiones de Pocavida. Poco después, una pelea entre los integrantes de Los Baraja, lo llevaría a reemplazar a Claudo Apas, aportando un tono de voz desgarradora, única en la escena, convirtiéndose en un frontman de una presencia escénica inquietante. Otro miembro de Los Baraja, el guitarrista Marcelo Montolivo, editaba en La Plata el fanzine "Reacción Punk", y en 1984 Pat Pietrafesa comienza el fanzine Resistencia. Inspirada en la ideología del Hazlo tu mismo y una fuerte mirada anarco individualista que intentaba llevar a toda la escena: "Creo en la total autoridad del individuo que se niega a la aceptación pasiva porque sabe que éste no es su estado natural y creo sólo en la inconformidad total mientras continúe el actual estado de control". 
Pat Pietrafesa luego intentaría llevar estas ideas a la música con la creación del sello de cassettes "Grabaciones Caseras Cagan el Negocio de la Música", y la formación de su banda Sentimiento Incotrolable con Martín Peragallo (Lingux), en voz, su hermano Lucas Peragallo en Bajo, Pat en guitarra y Melchor en batería.  Además de ello, desde el número 2 de "Resistencia", se convocaba a las nuevas bandas a reuniones regulares en el Jardín Botánico para conocerse e intercambiar material. Como resultado de esas reuniones, el 9 de noviembre de 1985 se realizó en Avellaneda el primer festivalpunk autegestionado por las bandas, donde tocaron Todos Tus Muertos, Atentado, Conmoción Cerebral, Tumbas NN, Mutantes del Kaos, Alerta Roja, Mauser, Sucia, Antihéroes, Comando Suicida y Trixy y los Maniáticos. En 1986 cinco bandas (Sentimiento Incontrolable, Mutantes del Kaos, Todos Tus Muertos, Los Corrosivos y Antihéroes) crearon una cooperativa de bandas punks para organizar actuaciones conjuntas (llamados "festipunks", el primero de los cuales se realizó en el Salón Verdi de La Boca el 2 de mayo de 1986). Toda esta escena tuvo una muy fuerte actuación en las manifestaciones que, a partir de la primera marcha del 4 de julio de 1985 -entre cuyas organizadoras estuvo Pat Pietrafesa- comenzaon a pedir la derogación de los Edictos Policiales que permitían las detenciones por averiguación de antecedentes dándole además gran discrecionalidad a las autoridades policiales para determinar quiénes eran "sospechosos", lo que se había convertido en el principal instrumento del que se valían para perseguir a los punks y a otras minorías y tribus urbanas. 
En 1984 comienza a gestarse todo una movida punk en el sur del conurbano bonaerense. A la presencia de Alerta Roja, que desde Gerli habían llegado a los escenarios del centro, se suman, desde Lomas, Banfield y Burzaco, bandas de art punk como Los Corrosivos y El Lado Salvaje. En Quilmes despuntaba Enema, quienes, para 1986, tras ser golpeados por un grupo de barrabravas en una pelea que se desató fuera del Salón Verdi en momentos en que se estaba desarrollando el primer festipunk, y enojados con la pasivildad mostrada por los punks de la cooperativa, que se autodefinían como "anarcopacifistas", decidieron que querían ser lo opuesto, y pasaron a identificarse como "anarkoquilomberos", dando inicio así a una sub tribu dentro del punk. Como lo narra Pat Pietrafesa: "Alex sería más adelante el creador de los "AK" (anarkokilomberos), un grupo radical punk que lamentablemente creció mucho, en oposición a lo que ellos llamaban “anarkopacifistas” o “punks de biblioteca” (yo, Lingux y otros). Venían a nuestros recis a criticarnos y expresar su rabia porque “el verdadero punk era la Anarquía y el Caos”. Nos cuestionaban todo: la ropa, la actitud, los planes y los proyectos. Decía “- Qué proyectos? Si no hay Futuro!”. No soportaba nuestra visión del punk que él consideraba “careta”..". Los punks "anarcokilomberos" se identificaban pintándose ojeras negras y, encabezados por Alex Putrid, cantante de Enema (a veces desde el escenario, otras entre el público), se peleaban ferozmente con los autoproclamados "pacifistas". Fue la primera de varias fracciones punk nihilistas y violentas que surgieron dentro del punk argentino, como lo fueron posteriormente los "obelos" (llamados así porque se reunian en el Obelisco) y, ya en los noventa, el llamado "hardcore negativo".  
También surgía, por esa época, Doble Vida, que eran skinheads. En febrero de 1984 se crea en Rosario la banda Argies, cuyo nombre proviene de "argentino", que fue usado por los soldados ingleses de forma despectiva, a los soldados argentinos, durante la guerra de Malvinas en 1982. Argies es considerada la primera banda punk del interior del país, manteniéndose en actividad por casi 40 años, con un sonido que ha sido comparado con el de The Clash.  
Entre 1985 y 1986 aparecen dos bandas que marcarían la escena: Todos Tus Muertos y Massacre. 
Todos Tus Muertos nació en 1985 tras la disolución de Los Laxantes. Horacio Villafañe y Félix Gutiérrez, guitarrista y bajista de esa banda, forman Psico y el Drama de las Tres Cruces, una banda efímera. Después de esa breve experiencia reclutan a Jorge Serrano y a Fidel Nadal (que en ese momento tocaba en una banda llamada Los Eunucos), para formar Todos Tus Muertos. La banda debutó en 1985 en un local del Centro de Asistencia a los Detenidos, en el barrio de San Telmo, en la misma fecha en que debutó Sentimiento Incontrolable. Ambas bandas adoptaban un estilo que los ponía a medio camino entre el punk y la nueva movida dark que iba ganando espacio en el under porteño. Sentimiento Incontrolable se planteaban como abanderados del anarcopunk y comenzaban sus shows pasando lista de los punks que se encontraban detenidos y denunciando otros episodios de brutalidad policial, terminando esos relatos al grito de... BASTA!!!! para empezar a tocar. Musicalmente, no obstante, su sonido punk con predominancia de la base rítmica, ya los emparentaba con Joy Division y otras bandas post punk. Todos Tus Muertos, por su parte, se destacó por la incorporación de otros géneros y sonidos dentro de su música. Al principio de su carrera, su sonido fue fuertemente influenciado por las primeras bandas hardcore punk como Dead Kennedys y Bad Brains; por el death rock y por las bandas de rock gótico como Virgin Prunes y The Birthday Party, así como bandas de reggae (es de señalar que, en paralelo, Gamexane integraba el cuarteto de rock gótico, La Sobrecarga, con quienes llegó a telonear a la banda británica The Cure, en su recital de 1987 en el estadio Ferrocarril Oeste).
Sentimiento Incontrolable organizó y actuó en otros dos festipunks, el 30 de agosto y el 18 de octubre de ese mismo 1986, ambos en la Sociedad Polonesa Bartosz Glowacki, de Valentín Alsina. Este fue el último show de Pat con la banda. Ya entonces estaba ensayando con una nueva banda que debutó en diciembre como Cadáveres de Niños y continuaría en actividad hasta 1989.
Por su parte, Massacre (originalmente: Massacre Palestina) fue la banda pionera de skate punk en Argentina, influenciada por bandas de la costa Oeste de Estados Unidos, como TSOL, Dead Kennedys y Black Flag. 
Mutantes del Kaos, que se definían como "anarcopacifistas", fue la primera banda punk en practicar el crossover con el metal (incluían en su formación dos guitarras, lo que era una rareza en la escena punk) y solían incluir pasajes reggae en medio de las canciones. Con esa fusión se adelantaron a los sonidos típicos del hardcore de los 90. También era curiosa su imagen con un cantante que usaba cresta, pero con el flequillo sobre los ojos al estilo dark. También usaba un enterizo cubierto por cadenas. 
Comando Suicida, banda que desde 1983 venía destacándose en la segunda camada del punk argento, poco a poco, influidos por Cockney Rejects, 4 Skins y los españoles Decibelios, comenzaron a diferenciarse ideológicamente de los fanzines punk al tiempo que aumentaban la velocidad de su música convirtiéndose en los primeros representantes del género Street punk /Oi!. Tras ellos, surgieron otras bandas Oi!: Doble Fuerza, Defensa y Justicia, esta última una especie de proyecto paralelo de los hermanos Ciro y Mariano Pertussi, cuyo proyecto principal era Attaque 77, más pegado al sonido de los Ramones y S16, banda porteña de punk hardcore que traian un sonido más "trash" infuidos por grupos como SOD Sound Of Disaster y que posteriormente se convertiría en Pena de Muerte, que tenía más reminiscencia a sonidos y letras de bandas españolas. Participaban en extraños reductos y "festipunks" under, perseguidos por las controversiales letras de sus temas por ser extremadamentes "antipoliciales". Tocaron en La Capilla y Cemento,  entre otros emblemáticos templos rockers de la época y llegaron a presentarse en uno de los festivales Subterock que organizaba la productora de Mosquera en Paladium siendo elegidos para formar parte de un disco compilado punk argentino, desechando la propuesta por considerarse anticomerciales y anarquistas. La banda se disolvió en 1987 y luego de eso, dos de sus integrantes formaron Hijos Ilegales.
En 1986 la apertura del Parakultural le da un nuevo impulso a la movida punk ya que, siguiendo la tradición del Café Einstein los domingos estaban reservados para artistas punks, en el ciclo llamado "Domingos Paramusicales". Por allí pasaron: Los Violadores, Sumo, Trixy y Los Maniáticos (luego simplemente Los Maniáticos), Comando Suicida, Cadáveres de Niños, Sentimiento Incontrolable, Pena de Muerte, Celeste y la Generación, Rigidez Kadaverika, Flema, Todos Tus Muertos, Los Corrosivos, Los Pillos, Antihéroes, entre otras.
En octubre de 1987, Descontrol toca en Cemento y, como soporte, debuta Attaque 77. Con el tiempo, las diferencias musicales entre los hermanos Pertusi motivaron, a la vez que el fin de Defensa y Justicia, el alejamiento de Federico quien fundó Mal Momento, con un sonido más melódico comparado a otras de esa época. Attaque 77 y Mal Momento se convertirían en las bandas punks que,  originadas en los 80, marcarían el paso hacia la escena de los 90. Junto con ellos, Flema, banda formada en 1986, que llegó a tocar en el Parakultural en 1987, luego disuelta y rearmada por Ricky Espinosa en 1988 para tocar como soporte de Comando Suicida en Gracias Nena.
Toda esta época, con la agitación de los festipunks y los fanzines, se dio una auténtica revolución de bandas, que aparecían por decenas prácticamente semana a semana. Como lo recuerda Daniel Conesa, de Descontrol: “las bandas de esa época se armaban y se desarmaban semana a semana” (...) “El batero de Attaque, Leo, tocaba en todas. Todos tocaban con todos, pero éramos pocos los que medianamente seguíamos firmes en una estructura. Nosotros nos mantuvimos y empezamos a sonar. Éramos distintos en ese sentido. Los Muertos estaban en un escalón más arriba, pero después nosotros, Conmoción Cerebral, Sentimiento Incontrolable, éramos las que medianamente sonábamos bien”. Además de las ya mencionadas, integraban la escena de esos años  Secuestro, Tumbas N.N, Rigidez Kadaverika, Parálisis Infantil, Cero de Pulso, Morgue Judicial, Exeroica (la primera banda punk enteramente femenina de la Argentina), División Autista (primera banda hardcore y straight edge), Soberanía Personal, entre otros muchos.
El próximo paso para esa escena era la posibilidad de grabar su propio material. Mayoritariamente relegados de los grandes sellos, también en Argentina comienzan a aparecer sellos independientes sin fines de lucro e interesados en documentar lo que estaba aconteciendo en el underground. Fue importante el trabajo de Daniel Melero (de Los Encargados) y César Rosas (de Mimilocos), quienes con su sello Catálogo Incierto documentaron en cassette no sólo sus propios proyectos personales, en el campo del expresionismo electrónico, sino también el sonido de Los Corrosivos (Estudio de Casos) y Todos Tus Muertos (Noches Agitadas en el Cementerio, grabado en vivo en el Parakultural). Estas grabaciones poseen un inestimable valor testimonial debido al expreso designio de Daniel Melero de privilegiar, por sobre el sonido de la música, el clima caótico e intenso que se vivía en esos shows.
Chuchu Fassanelli y Walter Kolm, baterista y manager, respectivamente, de Comando Suicida fundaron en 1987 el sello indie Radio Tripoli, con el que editó un EP 'AL K.O' con 4 canciones: Me cago en la yuta, Grito proletario, Carecas do Suburbio (Skinheads del suburbio) y Kaos (una version de los 4 Skins). Los 1500 ejemplares que editaron se vendieron en una semana, y le gustó tanto al público como a la prensa americana, recibiendo buenas críticas en la revista Maximum Rock n Roll. Recibieron multitud de cartas preguntando por este single. Posteriormente editaron también simples de Massacre Palestina y Sentimiento Incontrolable, hasta llegar el año 1988 cuando llegan a la edición de long plays con el mítico Invasión 88. El compilado, editado a fines de ese año, significó el debut profesional para Attaque 77, Flema, Comando Suicida, Exeroica, División Autista, Conmoción Cerebral y Rigidez Kadaverika. También, como homenaje, incluía grabaciones de dos bandas pioneras y ya disueltas como Los Laxantes y Los Baraja, así como los únicos dos registros grabados de Defensa y Justicia, banda que tampoco existía más  por ese momento. La compilación mostraba grupos claramente influenciados por el estilo punk de grupos como Ramones, The Clash y Sex Pistols.
La aparición del compilado a fines de 1988 marca un período de optimismo para las grabaciones punks, toda vez que RCA acababa de editar el primer disco oficial de Todos Tus Muertos. Meses después, ya en 1989, Radio Trípoli continuó con su proyecto editando Dulce Navidad, primer álbum de Attaque 77. El optimismo, lamentablemente, duró poco. En la segunda mitad de 1989, la Hiperinflación argentina ponía fin a una época, destruyendo sellos independientes y condicionando a los sellos grandes para editar sólo artistas de probado impacto comercial.

### Década de 1990

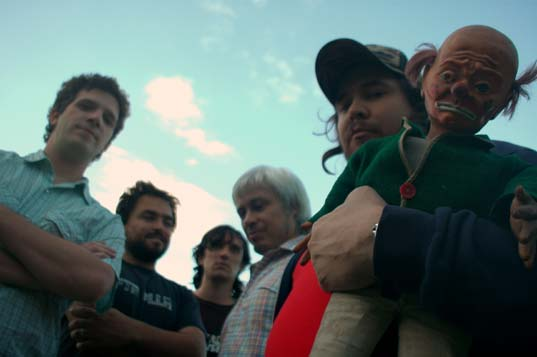
Massacre

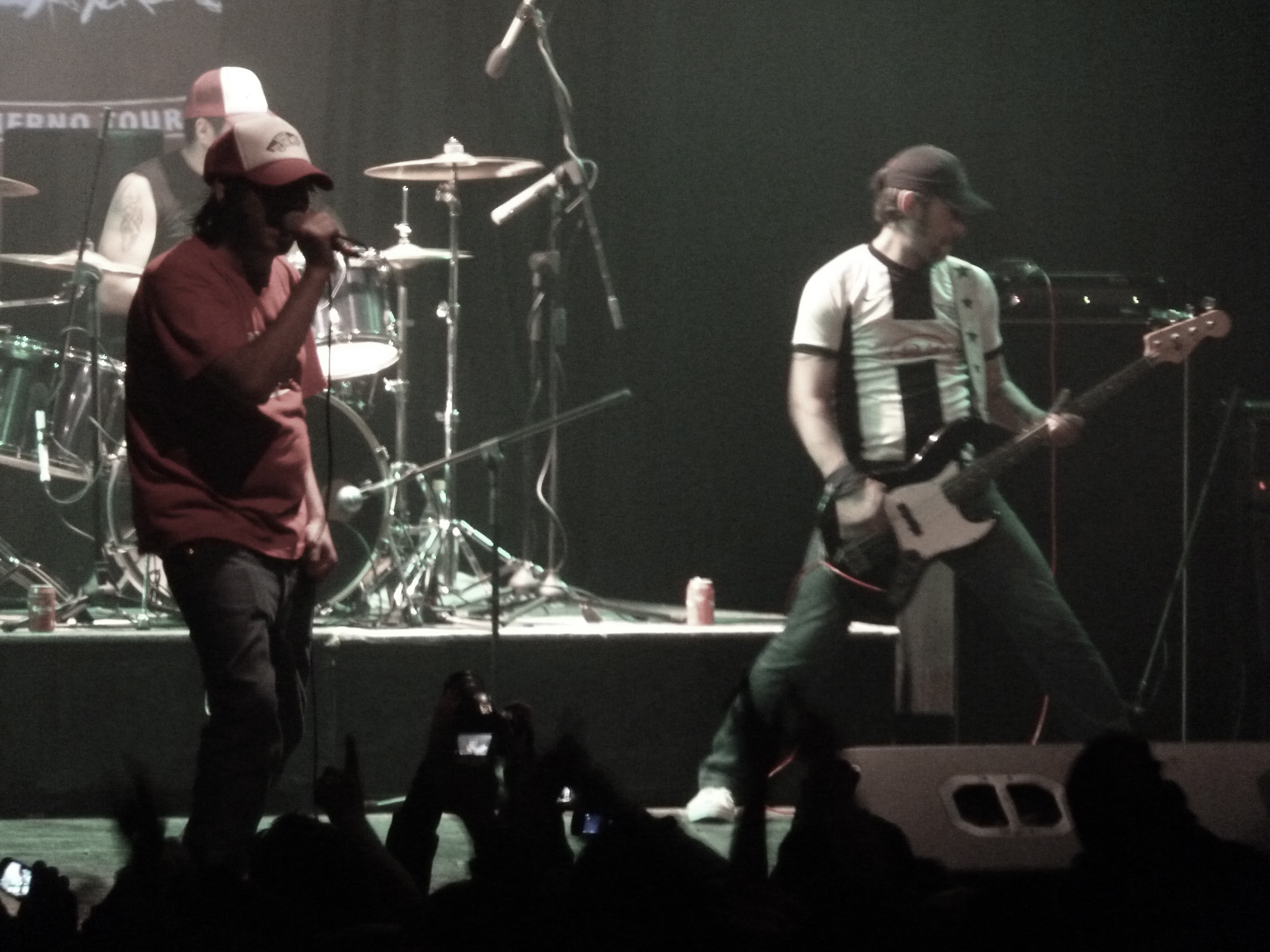
2 Minutos

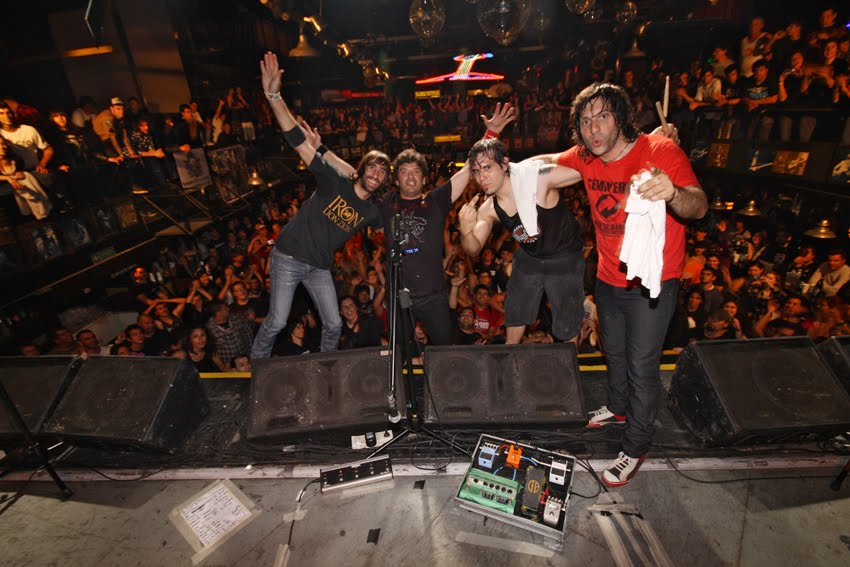
Bulldog

Con la llegada de la década de los 90, todas las bandas principales del punk que habían llegado a editar material propio, terminan cambiando de estilo. Todos Tus Muertos, después de su disco debut, prolonga su carrera con el magistral Nena de Hiroshima (1991), un disco que sigue manteniendo ese perfil sombrío de su predecesor, pero despegándose de los sonidos punk y hardcore para profundizar en su vertiente más oscura, como se aprecia en "Terror al cambio", "Fallas" o "El espejo". También hay un cover de The Doors, "Break on Through (To the Other Side)", en una versión en castellano. Posteriormente, a partir de su tercer disco, Dale Aborigen (1994), dejarían atrás el estilo para pasarse al crossover entre estilos como el reggae, raggamufin, hip-hop, hardcore y otros ritmos.
Massacre Palestina, que al mismo tiempo de la edición de su primer álbum de estudio, Sol Lucet Omnibus (1992), acortaron su nombre a Massacre, también iniciaron ya en ese momento un giro estilístico que los llevaría a abrazar distintos tipos de sonidos del rock alternativo hasta acercarse a la "Movida Sónica" que en ese momento imperaba en Buenos Aires.
En 1990 Radio Tripoli edita El cielo puede esperar, el segundo disco de Attaque 77 producido por Juanchi Baleiron de Los Pericos, en el que se alejan definitivamente del sonido y la estética del punk rock. Se inicia, para ellos, un período de mucha popularidad, que incluye la emisión constante de «Hacelo por mí» en todas las radios de la Argentina y de algunos otros países de Sudamérica. La canción llega a ser tan popular que hasta se convierte en el nombre de un programa ómnibus de televisión dominical con el que Mario Pergolini intentaba competir con el exitoso Ritmo de la noche de Marcelo Tinelli. Ya en ese momento la banda llegó a tocar ante cerca de 10 000 personas en el Estadio Obras el 5 y 6 de octubre de 1991, agotándose las entradas. Por la exposición de "Hacelo por mi" el grupo recibe la distinción de "triple platino" y comienza una larga gira que lo llevó desde Paraguay hasta Tierra del Fuego.  Totalmente alejados de los circuitos under y de festipunks, también su sonido queda atrapado en una especie de pop punk muy simple con letras políticamente correctas que intentan ser presentadas como "canciones de protesta".
Finalmente, el punk también cae en la "barrialización" que marcó a gran parte del rock argentino en los años 90. Era la época en que los Ramones, a partir de su segunda visita a la Argentina (en abril de 1991, cuando hicieron tres shows consecutivos en el Estadio de Obras Sanitarias, todos con lleno total), dejaron de ser una banda de culto para convertirse en un fenómeno de masas en la Argentina. Durante toda la década, cada nueva actuación de la banda neoyorkina despertaba en Buenos Aires un fervor y una convocatoria de público que los Ramones ya no vivían en el resto del mundo. Gran parte de este fenómeno se debe a la aparición de una nueva prensa de rock que sería también la que cimentaría las bases del fenómeno del "rock barrial". "Rock en blanco y negro" fue la primera revista de rock semanal de la Argentina y se editaba en formato tabloide siguiendo el estilo de las revistas populares y sensacionalistas del país. Como éstas, tenía una gran penetración en un público de clase media baja y de barrios populares que, hasta poco tiempo atrás, era refractario al rock. Si bien la revista hacía mucho hincapié en la historia del rock, estaba claramente destinada a un público adolescente. Los Ramones llegaron a aparecer en la portada de "Rock en blanco y negro" más veces que ninguna otra banda, y en las largas notas que publicaban, siempre se resaltaba el carácter callejero de sus integrantes y de su mensaje, algo que también se valoraba en Attaque 77, cuyo sonido se vinculaba al de Ramones. Entre 1991 y 1996 los Ramones realizan una serie de 7 shows en Argentina con localidades agotadas. En ellos actúan como teloneras muchas de las bandas que conforman la escena nacional, como: 2 Minutos, Attaque 77, Cadena Perpetua, Flema, Mal Momento, Superuva, Doble Fuerza, Mala Suerte y Bien Desocupados lo cual les ayuda ayuda a cimentar su fama. Todas esas bandas, en mayor o menor medida, eran deudoras de su sonido simple, rápido y directo. Todas ellas, también, mostraban el giro del punk contracultural de los años ochenta al punk callejero de los noventa.
Esta tendencia se consolidó en el año 1994, cuando se edita "Valentín Alsina", primer disco de 2 Minutos, que significó un hito para el rock barrial y también un punto de ruptura para el punk argentino. En la propuesta musical de 2 Minutos se intensifica el sonido "ramonero" que Attaque 77 había tenido en sus inicios, pero también la temática de sus letras, de las que desaparecen todo el interés por la contracultura de que el punk había hecho gala durante los años ochenta. Sus letras, en un vocabulario simple y despojado, relatan las vivencias de los jóvenes de clase media empobrecida o de los barrios obreros, la vida sin trabajo ni estudio ni mayores perspectivas, que se basan en una eterna repetición de la reunión en la esquina, tomar cerveza en los kioscos, las drogas, las mujeres y la pasión por el fútbol. Casi todo el punk rock argentino de la década adquiere esa señal de identidad, aunque en algunos casos, logrando picos de calidad que lograron elevarse sobre el promedio, como fue el caso de las composiciones de Ricky Espinosa para Flema y su proyecto paralelo Flemita. 
La impronta contracultural de las bandas de los ochenta comienza a desaparecer. Como describiría ese momento Pat Pietrafesa: "En el punk, surgen bandas que se popularizan, aunque caen las prácticas que a mí me habían interesado y con las cuales me había compenetrado a mil por ciento. Además de musical y artística, yo pensaba que el punk era una herramienta política y social muy grande, muy útil. Pero muchas experiencias que terminaron mal me hicieron desilusionar y tomé otros rumbos, pero rumbos underground. Siempre el underground es el lugar que más me interesa. Con los desilusionados del punk –con (Marcelo) Pocavida, con el Gitano, con Lula (Lucio Adamo)– nos fuimos a un género como el protopunk y a emborracharnos, drogarnos, autodestruirnos, divertirnos y provocar; es que musicalmente hablando buscábamos un tipo de provocación. En ese mismo tiempo intentamos llevar al fanzine estas músicas de las cuales tampoco se sabía tanto en Argentina: el garage, grupos de Australia y todas las bandas de los 70 como los Stooges."  Cadáveres de Niños, tras la incorporación del histórico Marcelo Pocavida, abrevia su nombre a Cadáveres y se convierte en una banda de killer punk, con un repertorio que incluía varios covers (de The Stooges, Radio Birdman, The Damned, entre otros). La carrera de Cadáveres continuó hasta 1995. Posteriormente, Marcelo Pocavida profundizaría en ese estilo y estética con su nueva banda The Star Losers, mientras Pat Pietrafesa centró su atención en un nuevo proyecto: She Devils, primer grupo de queercore del país, para luego sorprender con la banda Kumbia Queers con quienes intenta fusionar la ética y estética del punk rock con sonidos de cumbia y música tropical.
En 1992  se separan Los Violadores y su líder, Pil Trafa, forma Pilsen (1992-1995), banda que editaría dos álbumes y sería producida por Ronald Biggs, el histórico ladrón de trenes y Steve Jones, este último exguitarrista de Sex Pistols.
También se puede destacar durante la década la aparición de otras bandas como  los marplatenses Loquero, Katarro Vandaliko, los rosarinos Gatos Sucios, Expulsados, Eterna inocencia, Mal de Parkinson y Pasando Hambre.
Si bien el hardcore Punk en Argentina ya tenía un lugar reducido con bandas como División Autista y posteriormente Massacre Palestina, se popularizó principalmente en los '90 con el denominado Buenos Aires Hardcore, un movimiento muy influenciado por el New York hardcore (que habría explotado en la década anterior de la mano de bandas como Agnostic Front, Sick of It All y Biohazard entre otras). Los principales exponentes argentinos de este género fueron B.O.D (Buscando otra diversión), D.A.J (Diferentes actitudes juveniles), E.D.O (Existencia de odio) y N.D.I (No demuestra interés). Con variante Straight edge se encontraba XAutocontrolX y Vieja Escuela, mientras que la variante melódica estaba representada por Restos fósiles y Anesthesia (posteriormente Fun People). Si bien casi todas estas bandas se encuentran separadas, llegaron a grabar algunos discos y quedaron registrados en compilados como Mentes Abiertas, o Asunto Nuestro (de los sellos Mentes Abiertas y Frost Bite, respectivamente).Por la temática de sus letras, que se alejaban de toda la negatividad que podía acarrear el estilo, y hacían hincapié en la no violencia, la inclusión y la orientación comunitaria, esta corriente recibió el ote de "Hardcore Positivo". Inmediatamente comenzaron a aparecer punks que se burlaban de esta actitud y se autodefinían como "Hardcore Negativo". Bandas como Por los que no están, Insumission Total, Familia Asessina, La Banda del Cuervo Muerto, Os Mocos, Detenido Desaparecido, Estado mayor Conjunto y los marplatenses Loquero en un principio, pertenecieron a esta camada, con letras más libertarias. 
Más tarde, el hardcore punk seguiría dividiéndose en ramas para evolucionar a post hardcore, emo, skate punk y ska punk. Ya a fines de los 90, alrededor de la Feria de los fanzines de la Plaza de Congreso nacen bandas como: Marzo del 76, Terror y Miseria, Ácidos Populares, Ruido E Ideas, denominados grupos anarcopunks teniendo contacto fluido con grupos de otras provincias como Sopa de Garrón de Santa Fe y Desobediencia Civil de La Plata, paralelamente existían bandas punk como Zoretor, Anarkus, etc.

### Décadas de 2000 y 2010
Durante las décadas 2000 y 2010 continúan en actividad la mayoría de las bandas creadas en los años 80 y 90. 
Bulldog se gana un nombre a nivel nacional con su trabajo Circo calesita editado de forma independiente en el año 2000 que contiene un mejor reflejo de sus raíces punk, viejos éxitos y también canciones más elaboradas.
En 2001, Fun People dejaron de tocar y su cantante, Carlos Rodríguez inició un proyecto en solitario como Boom Boom Kid, sin embargo los otros miembros de la banda le han sumado algunos conciertos como invitados. Por su parte, Attaque 77 continúa siendo una banda popular como lo demuestran las 60 mil copias vendidas por su disco Antihumano (2003). Sin embargo, en 2009 el cantante  Ciro Pertusi abandona Attaque 77 para formar Jauría junto a Pichu Serniotti (Cabezones), Ray Fajardo (El Otro Yo) y Mauro y Sebastián Ambesi. Attaque sigue tocando y editando discos con sus restantes miembros Mariano Martínez, Luciano Scaglione y Leonardo De Cecco.
En el subgénero del hardcore punk melódico aparecen una nueva oleadas de bandas que ya se venían gestando a finales de los 90 de las cuales siguen en pie hoy en día Da Skate (2003). 
En 2007 se forma la banda Kumbia Queers, compuesta por mujeres (entre las que se encuentran Patricia Pietrafesa) y que fusiona el punk rock con otros géneros como la cumbia y la música tropical.
En cuanto al hardcore punk extremo (crust punk, thrashcore, powerviolence, d-beat), si bien en el país hubo varios grupos pioneros haciendo canciones "cortas, rápidas y ruidosas" como Migra Violenta, Sentimientos Oprimidos, o Biofilo Panclasta, se puede decir que alrededor del año 2012 surgió una escena consolidada en Buenos Aires. Sus principales impulsores fueron Los Caídos, Odioso Dios, Destino Cruel, StevexJobs, y Santos Biasati, seguidos luego por otra bandas como Lxs Jugadxs, En Negación, Funerales, PSOAS, Herschell Crustofsky, Facasso, Ratas, Talacactus, CarusoxLombardi, Siempre al Frente, Chun Li, AmorxVerdadero, y AK47. Uno de los elementos que caracterizó a esta escena fue el uso del humor (ya sea en sus letras, en los títulos de sus canciones, o en las portadas de sus discos), separándose de la estética oscura y nihilista de sus predecesores. Otra particularidad fueron los conciertos en modalidad "versus" organizados por Odioso Dios, donde dos grupos en escenarios enfrentados tocaban sus canciones de forma intercalada, y los asistentes decidían simbólicamente con sus aplausos quién fue el "ganador". No fue un fenómeno solo de Buenos Aires, ya que durante ese periodo en todas las provincias había bandas que llevaban al hardcore punk hasta sus límites, como Disnomia (Córdoba), Petrificore (Jujuy), Disocial (Salta), No Estoy Convencido (San Miguel de Tucumán), Sin Alienación (Santiago del Estero), Asfixiados (Corrientes), Gerk (Mendoza), Los Mugre (La Rioja), Brigada King Kong (Formosa), Deadly Noise Crew (Posadas), Misantropía (Entre Ríos), Fosa Común (Puerto Madryn), Hepatic Attack (Trelew), Heterodoxa (Neuquén), Ruptura (Cipolletti), Putrefactos (San Juan), Necrofagia (San Luis), Los Más Peores (Río Gallegos), Vomito Ácido (Villa Gobernador Gálvez), y Barricada Anal (Tierra del Fuego). Si bien el movimiento disminuyó durante la pandemia, surgió una nueva camada de bandas de estos subgéneros, como Primitivo, Hampa, PerrosPrimos, McGyver, Ajinomoto, Atascadero, Masticando Plástico Crudo, o Disraid. 

### Década del 2020
En este nuevo decenio, la pandemia del COVID-19 y la consecuente cuarentena generaron grandes dificultades para relacionarse entre los músicos, dando lugar a la aparición de muchos proyectos solistas que aprovecharon los teléfonos celulares para componer su propio material.  A contramano de la excesiva producción de la música pop actual, estos nuevos grupos llevan adelante una suerte de punk lo-fi utilizando dispositivos que se encuentran en todos los hogares, al igual que punks de generaciones anteriores se apoderaron de los grabadores de cassettes. Entre estos nuevos proyectos podemos mencionar a Rudix, SPAM, PeloMuerto, Post-adolescente, OYO, La Niña del Kaos, y Rocko Rainoldi & su Teléfono Maldito. La mayoría graban con la aplicación Bandlab, aunque también hay excepciones como OYO que utiliza n-Track Studio, La Niña del Kaos que maneja Caustic 3, o Post-adolescente que trabaja con una Nintendo DS. En estos últimos años también aparecieron una gran cantidad de bandas dentro del punk argentino que incluyen sintetizadores y cajas de ritmo en sus formaciones, o que directamente graban con instrumentos virtuales, como Peste Negra Orquesta, Los Peligros, Tildaflipers, Desborde, WWW, Unión Soviética, Mechacorta, Di Giovannis, PaisTerror, The Charlie's Jacket, VientoNegro, Fancy Trashers, Valentina & Los Bindis, Veneno para Hadas, The Netrunners, Minibruto, Electroshock, o The Terror. De este cruce entre punk y tecnología también surgieron sellos como Central Eléctrica Discos, y Fichines Ruido Zafarla, publicaciones como 404 Fanzine, Luser, Punkware Cyberzine, y Nerdpunk, el compilado “Este Sinte Mata Fascistas”, el Archivo Digital Itinerante del Punk en Argentina organizado por Patricia Pietrafesa, el servidor y archivo libre Fanzine Club, videojuegos como “Wool Pit” y “Pretinders”, o eventos como Anti-Todo, Dead Riot, Ciclo Austero, o Fiesta Neptuno.

## Filmografía
| Año  | Título                    | Director                           | Género     | Sinopsis                                                 | Duración | Referencias   |
| ---- | ------------------------- | ---------------------------------- | ---------- | -------------------------------------------------------- | -------- | ------------- |
| 2009 | Buenos Aires Hardcore     | Tomás Makaji                       | Documental | La escena punk y hardcore argentina en los 80's.         | 65m      | [ 38 ]        |
| 2014 | Desacato a la autoridad-1 | Tomás Makaji, Patricia Pietrafesa. | Documental | Relatos de punks en Argentina 1983-1988.                 | 55m      | [ 39 ] [ 40 ] |
| 2016 | Desacato a la autoridad-2 | Tomás Makaji, Patricia Pietrafesa. | Documental | Relatos de punks en Argentina 1983-1988.                 |          | [ 41 ]        |
| 2018 | Grita                     | Yago Blanco                        | Documental | La historia del Buenos Aires Hardcore entre 1990 y 1995. | 1h 12m   | [ 42 ]        |
| 2019 | Heroxs del 88             | Luis Hitoshi Díaz                  | Documental | Homenaje al compilado Invasión 88.                       | 1h 40m   | [ 43 ] [ 44 ] |